# Se lo scopre Gargiulo
Se lo scopre Gargiulo è un film del 1988, diretto da Elvio Porta.

## Trama
Teresa è un'infermiera, sposata infelicemente al rampollo di una importante famiglia napoletana. Come membro della corrotta famiglia Gargiulo, viene regolarmente sfruttata ed umiliata dalla suocera e dal marito. Avendo necessità di trovare un milione di lire per aiutare il padre, va nei bassifondi di Napoli dove incontra Ferdinando e Friariello, due guappi di buon cuore che affrontano trafficanti di droga, camorristi e imbroglioni vari pur di aiutarla a trovare i soldi. Una volta scoperta la vera natura del marito, Teresa lo lascia ed inizia una sentita storia d'amore con Ferdinando, la cui vita continua ad essere contrassegnata da infinite peripezie, tali da fargli rischiare più volte la stessa vita. Finale a sorpresa.

## Produzione
La pellicola segna l'esordio alla regia di Elvio Porta. Il protagonista del film, il francese Richard Anconina, è doppiato dall'attore napoletano Gigi Savoia.
La prima sequenza del film è caratterizzata dal brano Jesce juorno di Pino Daniele, presente in Schizzechea with Love.
Le scene acrobatiche con i veicoli sono state realizzate dalla troupe dello stuntman francese Rémy Julienne.